# Wielistowski

Podstawowa wersja herbu Wielistowski

Wielistowski (Felstow, Velstow) – kaszubski herb szlachecki.

## Opis herbu
Herb występował przynajmniej w czterech wariantach. Opisy z wykorzystaniem zasad blazonowania, zaproponowanych przez Alfreda Znamierowskiego:
Wielistowski (Felstow I, Velstow): W polu błękitnym półksiężyc srebrny na opak, nad nim trzy strzały złote w wachlarz, pod nim gwiazda złota. Klejnot: nad hełmem bez korony trzy strzały złote w wachlarz. Labry błękitne, podbite srebrem.
Felstow Ia (Velstow): Strzały w godle bez opierzenia, zaćwieczone na półksiężycu, strzały w klejnocie błękitne.
Felstow II: W polu błękitnym półksiężyc złoty z twarzą na opak, nad nim trzy takież strzały na opak w wachlarz, pod nim takaż gwiazda. Klejnot: nad hełmem bez korony trzy strzały złote w wachlarz. Labry błękitne, podbite złotem.
Felstow IIa: Jak poprzedni, ale półksiężyc i strzały srebrne, strzały w klejnocie na opak, labry podbite srebrem.

## Najwcześniejsze wzmianki
Wariant podstawowy odnotowali: Eilhardus Lubinus na mapie Pomorza z 1618 i Bagmihl w (Pommersches Wappenbuch). Wariant Ia, znany od XVII wieku, przytoczył Nowy Siebmacher, Bagmihl oraz Ledebur (Adelslexikon der Preussichen Monarchie). Warianty II (pieczęć Philippa Jacoba von Felstowa z 1787) i IIa (pieczęć Michalea Lorenza von Felstowa z 1756), znane od XVIII wieku, podaje tylko Nowy Siebmacher.

## Rodzina Wielistowski
Drobnoszlachecka rodzina z ziemi lęborskiej, nazwisko wzięła od wsi Wielistowo. Z 1430 pochodzi wzmianka o Michale z Wielistowa. Potwierdzenia na lenno w Wielistowie znane z dokumentu z 1493. W 1523 wymieniany jest Hans Vilstow. Oprócz gniazowego Wielistowa, rodzina posiadała też Mierzyno. Wieś gniazdową posiadała rodzina aż do 1811. W XVIII wieku mieli ponadto działy we wsiach: Słuszewo, Paraszyno, Wyszecino, zaś w XIX wieku Bojano i dział w miejscowości Niepczołowice. Rodzina służyła w armii pruskiej (pułkownik Philipp Jacob). Według Przemysława Pragerta, rodzina wywodziła się od rodu Witk, który używał różnych herbów, między innymi z trzema strzałami (Witk IV, Witk V).

## Herbowni
Wielistowski (Feldstau, Felstau, Felstow, Valstowe, Velistow, Velstow, Vilstow, Völstow, Wielestowski, Wielostowski, Wolstow). Gałąź z Mierzyna używała przejściwo nazwiska Samke (Sanke, Saucke).